# 力武一郎
力武 一郎（りきたけ いちろう、1907年5月6日 - 1994年9月9日）は、日本の教育者、山口大学第4代目学長。同大学工業短期大学部元学長。専門はドイツ語。

## 略歴
山口県立医学専門学校ドイツ語講師 。
大学紛争時の1969年8月から1970年3月まで山口大学教養部長を務め、その後、学長代行を経て、1971年4月に、2年間空席となっていた学長職に就き、学長として1973年まで務めた。
同大学構内吉田遺跡の調査団長の一人。他に市川禎治、中村正二郎も加わった。同大学工業短期大学部の学長。